# Bram Leeuwenhoek
Bram Leeuwenhoek (Alphen aan den Rijn, 16 november 1924 - Hilversum, 25 oktober 2002) was tijdens de Olympische Zomerspelen 1972 in München, de Olympische Winterspelen 1976 in Innsbruck, de Olympische Zomerspelen 1976 in Montreal, de Olympische Winterspelen 1980 in Lake Placid en de Olympische Zomerspelen 1980 in Moskou chef de mission van de Nederlandse olympische ploeg.  

## Loopbaan
Bram Leeuwenhoek begon zijn sportcarrière als atleet. Hij behoorde in zijn tijd tot de beste verspringers van Nederland. Zijn persoonlijke record staat op 7,29 meter. Via de Nederlandse atletiekunie (KNAU) kwam Leeuwenhoek in contact met de (toenmalige) Nederlandse Sport Federatie (NSF). Daarvoor schreef hij onder andere het boek 'Trainingsbouwstenen', over trainingsleer. Hij was vijfmaal chef de mission van het Nederlands olympisch team. Nadien werd hij bestuurslid van het Nederlands Olympisch Comité.
Hij overleed tijdens een partij golf in Hilversum op 25 oktober 2002.

## Nederlandse kampioenschappen
| Onderdeel   | Jaar       |
| ----------- | ---------- |
| verspringen | 1948, 1951 |

## Persoonlijk record
| Onderdeel   | Prestatie | Datum |
| ----------- | --------- | ----- |
| verspringen | 7,29 m    | 1948  |